# Gilde van Onze-Lieve-Vrouwe van Hulsterloo
Gilde van Onze-Lieve-Vrouw van Hulsterloo was een Brugse broederschap die rond 1340/1350 werd opgericht. De confraters vereerden eerst in Brugge, in de kapel van de Beggarden, vanaf circa 1410 in de parochie van Sinte-Catharina bij Damme, het miraculeuze beeld van Onze-Lieve-Vrouw van Hulsterloo. 

## Geschiedenis
Hulsterloo bij Hulst in Zeeland werd voor het eerst vernoemd in het middeleeuwse (1250-1270) dierenepos Van den vos Reynaerde. De kapel die er door de norbertijnen van de abdij van Drongen werd gebouwd, en dat het beeld van Onze-Lieve-Vrouw van Hulsterlo herbergde, werd een bekend bedevaartsoord en in het graafschap Vlaanderen werd de bedevaart naar deze plek, vaak in vonnissen als penitentie opgelegd. 
In een document uit het jaar 1352, bewaard in het archief van de stad Oudenburg, werd voor het eerst gewag gemaakt van dit pelgrimsoord voor penitenten. Hulsterloo was dus bekend bij de Brugse rechters. Rond diezelfde tijd besloten enkele Bruggelingen een vereniging op te richten die tot doel had de Onze-Lieve-Vrouw uit Hulsterloo te vereren. Het was geen unicum, want er was ook een confrérie van Onze-Lieve-Vrouw van Atrecht, een confrérie van Onze-Lieve-Vrouw van West-Rozebeke, en nog andere.
Het document uit 1352 noemde het Brugse Onser-Vrouwegilde van Hulsterloo en ging over de deken ervan, Gerard van Utrecht. De confrérie, toen al behoorlijk georganiseerd, was gevestigd in het klooster van de Beggarden in de Brugse Katelijnestraat. Een perkament uit 1410 vermeldde: Dit zijn de ghildebroeders ende de ghildezusteren vander ghilde van Onser Vrouwe van Ulsterlo in Brucghe. Er zijn aanwijzingen dat er contacten bestonden met de witheren, die het bedevaartsoord van Hulsterlo bij Hulst beheerden. Plaatselijk lijkt het ambacht van de 'peltiers' of bontwerkers stilaan nader bij deze confrérie betrokken te zijn geweest. Waarschijnlijk in het begin van de 15e eeuw bouwde de gilde een kapel in de Sint-Catharinaparochie, even buiten Damme in de richting van Vivenkapelle, en organiseerde voortaan bedevaarten vanuit Brugge. Nergens is een motivering aan te treffen voor deze verhuis.
De broederschap werd bloeiend. In het ledenregister dat vanaf 1410 werd bijgehouden, komen de namen van meer dan twaalfhonderd leden voor, op dertig na allemaal Brugse poorters. Na de verhuis werd een apart register aangelegd, waarop 96 namen voorkwamen van leden uit Damme. Omdat bij de meeste namen vermeld werd en zijn echtgenote, kan men aannemen dat het totaal aantal leden in de 15e en 16e eeuwen eerder de tweeduizend heeft bereikt. Het bestuur bestond uit een deken en zes 'zorgers'. De kapel had, na de verhuis van 1410 een vaste kapelaan.
De gilde moet over een te vereren kopie van het miraculeuze Mariabeeld beschikt hebben, eerst in Brugge, nadien in de kapel bij Damme. Er is nochtans geen document bekend dat ernaar verwees en geen verder spoor meer nadat de broederschap ten einde liep.
De godsdiensttroebelen vanaf midden de zestiende eeuw betekenden het einde van de bedevaarten naar de kapel bij Damme, net zoals ze in Hulsterloo zelf verdwenen. De Brugse confrérie lijkt te zijn opgeheven. In 1620 was de kapel volledig verdwenen. In een document van die tijd staat iets vermeld over eertijds Hulsterloocapelle en in 1647 schrijft men over chapelle de ulsterloo estant entièrement ruïnée.

## Bekende leden

### Beroemde leden
- Romboud de Doppere, kroniekschrijver
- Jan Moritoen, dichter, schepen van Brugge

### Burgemeesters van de schepenen
- Zeger Honin II (1363)
- Jan van Riebeke (1479)
- Joos van Varsenare (1485)
- Joost de Brune (1525)

### Andere leden
- Adriaan van Ockerhout, deken van de kaarsgieters
- Jan van Vyve, calvinist

### Leden uit Damme
- Eustachius (Staassen) Wyts, schepen van Brugge, baljuw van Damme

## Voetnoot
1. ↑   Karel De Flou, a.w.